# 4-methylpentan-1-ol
4-methylpentan-1-ol is een organische verbinding met als brutoformule C6H14O. De verbinding komt voor in longan, een lychee-achtige vrucht.